# José Jacinto Milanés
José Jacinto Milanés (16 de agosto de 1814 Matanzas, Cuba - Matanzas, 14 de noviembre de 1863). Un escritor con gran fama

## Vida
Era el hermano mayor en una familia numerosa y pobre. Conoció de niño el teatro clásico español, escribió desde muy joven ensayos dramáticos, y hablaba a la perfección italiano y francés.
En 1832 vivió en La Habana y publicó en el Aguinaldo Habanero (1837) su poema «La Madrugada». Más tarde, en 1838, estrenó con éxito de crítica su drama El Conde Alarcos.
En noviembre de 1839 sufrió un ataque cerebral y estuvo inválido durante más de dos meses.
Poco después obtuvo el cargo de secretario en la Compañía del Ferrocarril de Matanzas a Sabanilla, pero abandonó ese puesto en 1843 debido a su precaria salud y estuvo recluido en su casa, al cuidado de su hermana Carlota.
Hacía diez años que había establecido un compromiso matrimonial que abandonó fascinado por su prima Isabel Ximeno. Rechazado por la familia de ésta mostró los primeros síntomas del desequilibrio mental que padeció hasta su muerte. Más tarde, en mayo de 1846, viajó a los Estados Unidos, Londres y París, con la esperanza de curarse. Volvió en noviembre de 1849. Algo recuperado, escribió poco y su obra no parece estar a la altura de su primera etapa. En 1852 su enfermedad sufrió otra crisis y vivió en un mutismo absoluto hasta su muerte en 1863. Milanés esta enterado en la Necrópolis de San Carlos Borromeo.

## Obra
Los primeros poemas de Milanés fueron publicados en La Habana por Ramón de Palma y José Antonio Echevarría en la revista literaria Aguinaldo Habanero. Las obras de Milanés tuvieron una acogida favorable en entre la crítica y el público cubano de su tiempo.